# 芹江匡晋
芹江 匡晋（せりえ まさあき、1983年3月4日 - ）は、日本の元プロボクサー。東京都出身。第35代日本スーパーバンタム級王者。伴流ボクシングジム所属。

## 来歴
2003年8月15日、スーパーフライ級でプロデビュー。3RTKO勝利を収めた。
2005年6月21日、その後3連勝し4勝4勝1KOでバンタム級新人王戦に出場。4勝していたため1回戦はシードされ2回戦からの出場となり、4R判定勝ちを収めた。
2005年7月26日、新人王戦3回戦で4R判定負けでプロ初黒星となる。その後2連敗し、タイのイングラムジムで合宿をし現地で試合をするも判定負けとなり4連敗となる。
2008年1月29日、その後4連勝し日本スーパーバンタム級5位の杉田祐次郎（ヨネクラ）を10RTKOで下し、日本ランク入りを果たした。
2009年5月19日、日本スーパーバンタム級王座挑戦者決定戦で1位瀬藤幹人（協栄）と対戦し2-1の判定勝ちを収め王座挑戦権を獲得した。
2009年12月14日、日本スーパーバンタム級王者木村章司（花形）に挑戦し2-1（98-95、97-95、95-96）の判定勝ちで10連勝となり王座を獲得した。伴流ボクシングジム初の日本王者となった。
2010年4月12日、同級1位玉越強平（千里馬神戸）と対戦し、2-1の判定勝ちで初防衛に成功した。
2010年8月9日、同級11位福島学（花形）と対戦し、7R終了後TKO勝ちで2度目の防衛に成功した。
2010年11月2日、先月27日に練習中に負った左ひざ靱帯断裂の怪我を押して、同級6位長井祐太（勝又）と対戦し、5RTKO勝ちで3度目の防衛に成功した。
2011年7月1日、怪我の影響でチャンピオンカーニバルに出場出来なくなり、その間に誕生した暫定王者、瀬藤幹人（協栄）との2度目の対戦となる王座統一戦を行い、3-0の判定勝ちで王者統一、4度目の防衛に成功した。
2011年10月10日、同級8位橋元隼人（ワールドスポーツ）と対戦し、6RTKO勝ちで5度目の防衛に成功した。 
2012年2月13日、同級1位石本康隆（帝拳）と対戦し、3-0の判定勝ちで6度目の防衛に成功した。 
6月3日付で日本王座返上。
2012年7月14日、赤穂市文化会館ハーモニーホールでOPBF東洋太平洋スーパーバンタム級王者の小國以載（VADY）と対戦し、12回0-3(110-117、110-118、109-118)の大差判定で敗れ王座奪取ならず。
2012年10月17日、後楽園ホールで洞平勝賢（REBOOT）と対戦し、8回3-0（78-72、79-72、80-71）判定勝ちを収め、再起に成功した。
2013年4月3日、後楽園ホールでガブリエル・アルタレホス（フィリピン）と対戦し、7回2分52秒TKO勝ちを収めた。
2013年7月24日、後楽園ホールで小澤有毅（筑豊）と対戦し、8回2-0（76-76、2者が77-76）の判定勝ちを収めた。
2013年12月18日、後楽園ホールで元日本スーパーバンタム級王者で日本フェザー級11位の福原力也（ワタナベ）と対戦し、8回0-3（75-76、74-77、73-77）判定負けを喫した。
2014年5月3日、後楽園ホールでフィリピンバンタム級11位のマイケル・エスコビア（フィリピン）と対戦し、8回3-0（77-76、77-75、78-74）判定勝ちを収め、再起に成功した。
2014年8月2日、後楽園ホールでWBC世界スーパーフライ級6位・WBOバンタム級13位・IBF同級12位の赤穂亮（横浜光）と対戦し、10回0-3（94-97、93-97×2）で判定負けを喫した。
2014年12月18日、後楽園ホールで臼井欽士郎（横浜光）と対戦し、8回1-2（77-76、76-77、74-78）で判定負けを喫し、再起に失敗した。
2015年8月8日、後楽園ホールでローマン・カント（フィリピン）と対戦し、8回3-0（80-73、2者が80-72）で判定勝ちを収め、再起に成功した。
2016年1月20日、後楽園ホールで日本スーパーバンタム級12位の戸井健太（三迫）と対戦し、8回3-0（78-75、80-73、80-72）で判定勝ちを収めた。
2016年5月12日、後楽園ホールで相馬圭吾（三迫）と対戦し、8回1-2（75-76、77-76、76-77）で判定負けを喫した。
2016年7月26日付けで、日本ボクシングコミッションに引退届を提出した。
2018年7月27日、引退試合として杉田ダイスケ（ワタナベ）と対戦し、1回1分56秒KO負けを喫した。試合後、引退式が行われた。
引退後は、栃木県大田原市に移住して、『FITNESS BOXING CLUB ハニーラルヴァ』を開設した。

## 戦績
プロボクシング：36戦27勝（10KO）9敗

## 獲得タイトル
- 第35代日本スーパーバンタム級王座（防衛6度）